# Australobolbus centrus
Australobolbus centrus är en skalbaggsart som beskrevs av Henry Fuller Howden 1992. Australobolbus centrus ingår i släktet Australobolbus och familjen Bolboceratidae. Inga underarter finns listade.